# Proneomenia sluiteri
Proneomenia sluiteri är en blötdjursart. Proneomenia sluiteri ingår i släktet Proneomenia och familjen Proneomeniidae. Inga underarter finns listade i Catalogue of Life.